# 舞山秀一
舞山 秀一（まいやま ひでかず、1962年 - ）は、日本の写真家。広告写真、ファッション雑誌、CDジャケット、写真集等で人物写真の撮影を中心に活動する。
2014年から九州産業大学芸術学部客員教授。

## 経歴
- 1962年 福岡県生まれ。
- 1984年 九州産業大学芸術学部写真学科卒業、(株)スタジオエビス入社[3]。
- 1986年 独立。
- 1988年 第22回APA展　奨励賞受賞。
- 1998年 イベント「ALIVE」開催。作品集「ALIVE」出版。

## 主な作品

### 作品集
- Alive （1998年）＊自費出版写真集。
- PEOPLE（2003年）
- GARDEN-1（2004年）

### フォトブック
- 上戸彩「Natural」
- 上原多香子「Veintitres」
- 河村隆一「石ころとダイアモンド」
- 藤木直人「NF」
- BoA「Naturelle」
- hitomi「LOVE LIFE」
- SOPHIA「WE BELIEVE ALIVE」

他

## CDジャケット
- 大塚愛
- 荻野目洋子
- 華原朋美
- 黒夢
- 鈴木あみ
- 中山美穂
- BoA
- Chara
- Do As Infinity
- globe
- hitomi
- m.o.v.e
- SOPHIA
- TRF
- 宮田大

他